# Jafarismo

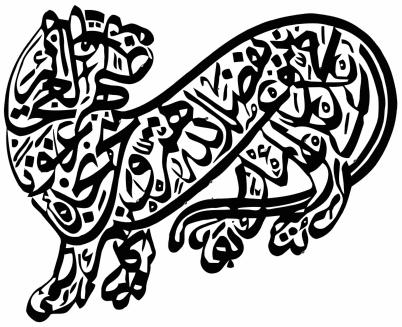
Calligramma a forma di "tigre di Dio" con il nome di ʿAlī ibn Abī Ṭālib, quarto Califfo per il sunnismo e lo sciismo, primo imām dello sciismo e bisnonno di Jaʿfar.

Il Jafarismo (in arabo ﺟﻌﻔﺮﻳـة‎?, Jaʿfariyya), o anche Ja'farismo, ossia la Scuola giuridica Jaʿfarī, è un madhhab islamico che deriva il suo nome dal nome del sesto imam sciita Jaʿfar al-Ṣādiq, discendente di Maometto attraverso il nipote del Profeta, al-Ḥusayn b. ʿAlī, considerato il sesto imam dalla Shīʿa.
La scuola giurisprudenziale è seguita dai duodecimani (o imamiti), dagli alevi e dall'ismailismo, come pure da una minoranza di zayditi, che tuttavia preferiscono fare riferimento più che altro al Corpus iuris di Zayd b. ʿAlī, anch'egli discendente del Profeta e strettamente imparentato con Jaʿfar al-Ṣādiq.
La scuola - ricca di tradizioni "familiari" riferibili al Profeta dell'Islam e ai suoi discendenti - differisce dalle quattro scuole giuridiche sunnite (cinque, se si comprende lo zahirismo) e pone grande risalto all'opera di ijtihad dei suoi dotti, differenziandosi su materie quali il diritto ereditario, l'individuazione delle tasse religiose, il diritto commerciale, lo statuto personale e sul diritto matrimoniale, riconoscendo piena validità al "matrimonio a termine" (mut'a)
Tuttavia, malgrado tali divergenze, esistono numerose fatwā in cui il Jafarismo viene accettato come islamicamente legittimo dalle autorità religiose sunnite. Questo accadde tra l'altro nel 2004 con il cosiddetto Messaggio di Amman e, alla fine degli anni cinquanta, con la fatwā emessa dal Grande Imam di al-Azhar Mahmud Shaltut.

In età moderna l'antico Primo ministro del Sudan Sadiq al-Mahdi ha affermato che le scuole giuridiche musulmane sarebbero otto e che quella giafarita è una di esse.

## Branche

### Usuli
Questa scuola di pensiero utilizza l'ijtihād adottando le argomentazioni razionali per identificare la normativa islamica. Gli Uṣūlī enfatizzano il ruolo del Mujtahid che è capace d'interpretazione indipendente delle fonti sacre, come un vero intermediario dell'Imam Nascosto, assolvendo così alla funzione di guida della comunità dei fedeli. Ciò significa che le interpretazioni giuridiche hanno un certo grado di flessibilità, per tenere nel debito conto le condizioni mutate e le dinamiche dei tempi (in arabo زمان‎?, zamān) e dei luoghi (in arabo مکان‎?, makān). Questa scuola di pensiero è predominante nello sciismo duodecimano.
L'Ayatollah Ruhollah Khomeini ha sottolineato che la giurisprudenza giafarita è configurata sul riconoscimento che l'epistemologia è influenzata dalla soggettività. In accordo a ciò la giurisprudenza giafarita distingue tra "Fiqh convenzionale" (oggettivo) e "Fiqh dinamico" (soggettivo).

### Akhbari
Questa scuola di pensiero ha un approccio restrittivo riguardo all'ijtihād. Questa scuola è praticamente estinta, dal momento che il numero dei suoi seguaci è estremamente esiguo. Tuttavia una sorta di pensiero neo-Akhbari si è manifestato nel subcontinente indiano, ma anche in questo caso i numeri sono pressoché insignificanti.